# Edson Sitta
Edson Feliciano Sitta mais conhecido como Edson Sitta (São Bernardo do Campo, 17 de Junho de 1983) é um ex-futebolista brasileiro que atuava como lateral-direito e volante.

## Carreira
Foi revelado pelas categorias de base do Corinthians, conquistando a Copa São Paulo de Futebol Júnior em 2004. Fez sua estreia no time principal em 7 de abril de 2004 no jogo Ituano 2–1 Corinthians.
O jogador foi destaque pela sua versatilidade e logo no ano de estreia entre profissionais foi pretendido por clubes como São Paulo, Santos e Fluminense.
Em 2006 teve contusões que o deixaram parado por meses, o que fez com que perdesse espaço no elenco corintiano para Dyego Rocha Coelho e Eduardo Ratinho. 
Em 2007, com a saída de Coelho por empréstimo ao Atlético Mineiro e Ratinho  parado por problema de contusão, obteve novas chances durante o Campeonato Paulista, no primeiro semestre. Entretanto, um problema de encurtamento muscular não lhe permitiu que repetisse as boas atuações, sendo perseguido por parte da imprensa e da torcida.
No início de 2008 teve de se transferir para o Clube Desportivo Nacional, onde foi titular absoluto na posição de segundo volante, devido suas excelentes atuações.
Em 2010, foi contratado por empréstimo pelo Ceará para a disputa do Campeonato Cearense e Campeonato Brasileiro Série A.
Jogou no Vitória de Guimarães, onde estava atuando pelo meio-campo e se recuperava de uma lesão no joelho, ficando afastado dos gramados de 6 à 7 meses. Acertou seu empréstimo para o SC Beira-Mar no dia 17 de janeiro de 2012 e assinou por um ano com o clube de Aveiro para a disputa do Campeonato Português.
No final de 2014 acertou com o Santa Cruz para temporada de 2015.

## Títulos
Corinthians
- Copa São Paulo de Futebol Júnior: 2004
- Campeonato Brasileiro: 2005[2]

Santa Cruz
- Campeonato Pernambucano: 2015